# Provincia de Nor Cinti
La provincia de Nor Cinti es una provincia de Bolivia, ubicada en el departamento de Chuquisaca, con capital provincial la ciudad de Camargo. Tiene una superficie de 7.983 km² y una población de 77.370 habitantes (según el Censo INE 2012).

## Historia
Durante el periodo incaico, la región de Pazpaya, a veces escrito Paspaya, fue una de las más afectadas por los ataques de los indígenas chiriguanos, quienes provocaron un despoblamiento generalizado en las zonas fronterizas del Virreinato del Perú. A pesar de la fertilidad de estas tierras, los constantes conflictos obligaron a sus antiguos habitantes a abandonarlas.

### Época colonial
Tras la llegada de los españoles, los chiriguanos fueron desplazados hacia zonas boscosas de difícil acceso, lo que permitió el establecimiento de nuevas haciendas en territorios anteriormente desocupados. En la provincia de Pilaya y Pazpaya, como era conocida, al igual que en otras provincias de la Real Audiencia de Charcas, como Tarija, Tomina, Mizque y Cochabamba, se fundaron asentamientos coloniales sobre tierras fértiles que habían quedado deshabitadas debido a la violencia interétnica previa.
Hacia 1584, se estima que llegaron a la región varios sacerdotes de órdenes religiosas como los dominicos, jesuitas y agustinos, atraídos por la disponibilidad de tierras aptas para el cultivo de vid, higuera y olivo.
Aunque la provincia de Pilaya y Pazapaya se encontraba a solo 80 kilómetros al sur de Potosí, fue considerada durante mucho tiempo una zona periférica dentro de la estructura política y económica de la Real Audiencia de Charcas. Esta situación cambió a inicios del siglo XVII, cuando el auge de la minería de plata en Potosí generó una fuerte demanda de productos regionales de consumo. En este contexto, se establecieron haciendas vitivinícolas en la región, especialmente en el valle de Cinti, cuyas condiciones climáticas y suelos, junto con el riego proporcionado por el río Cinti, resultaban ideales para el cultivo de uvas.
A pesar de su potencial agrícola, Pilaya y Pazapaya fue considerada marginal en el desarrollo colonial andino debido a la escasa presencia de poblaciones indígenas sedentarias que los colonos españoles pudieran utilizar como fuerza de trabajo. Solo existían algunas comunidades agrícolas en el norte de la provincia, en parroquias como San Lucas, Piruani y Supas. Al sur de Supas, la población indígena era dispersa y estaba conformada principalmente por grupos identificados por los españoles como chiriguanos.
Hacia mediados del siglo XVII, la región de Pilaya y Pazpaya fue transformada por el avance del dominio colonial español. Tras la expulsión de los chiriguanos hacia el sur y el este, las tierras cultivables de la zona pasaron a manos de hacendados españoles y criollos que impulsaron la producción agrícola, especialmente de vino.
Uno de los principales propietarios de la región fue Antonio López de Quiroga, destacado minero potosino, quien controlaba extensas haciendas en Pilaya y Pazpaya. Entre 1672 y 1698, enviaba anualmente grandes cantidades de vino a Potosí, producto del trabajo intensivo en sus viñedos. La actividad vitivinícola en la zona requería abundante mano de obra, lo que motivó una fuerte inversión en esclavos africanos. En 1696, su hacienda San Pedro Mártir contaba con 84 esclavos, y otras propiedades de la región mantenían también un número significativo.
Además de la esclavitud, la región dependía de trabajadores indígenas migrantes provenientes de otras zonas de la Real Audiencia de Charcas, atraídos por oportunidades económicas o huyendo del sistema de mita minera. Estas dinámicas laborales transformaron la estructura social de Pilaya y Pazpaya, generando una población diversa compuesta por indígenas, afrodescendientes y criollos.

### Época republicana
En 1826, luego de la independencia de Bolivia, se inició el proceso de organización territorial del país, creando los departamentos y junto con estos las provincias. En ese entonces el departamento de Chuquisaca estaba dividido en tres provincias: la provincia de Yamparáez, la provincia de Tomina y la provincia de Cinti.
El 23 de marzo de 1944, la provincia de Cinti se dividió en dos por decreto supremo en el gobierno del presidente Gualberto Villarroel. Fue así que se creó la provincia de Nor Cinti en la parte septentrional y la provincia de Sud Cinti en la parte meridional.
Mediante ley 4127 del 4 de diciembre del 2009, se creó el municipio de Villa Charcas, desprendiéndose del municipio de Incahuasi, al sur de la provincia, convirtiéndose en el municipio número 29 del departamento de Chuquisaca con una población aproximada de 13 mil habitantes.

## Geografía
La provincia es una de las diez provincias que componen el departamento de Chuquisaca. Limita al norte y al oeste con el departamento de Potosí, al sur con la provincia de Sud Cinti, en el este con las provincias de Hernando Siles y Azurduy.

## Demografía
De acuerdo con el censo boliviano de 2024, la población de la provincia de Nor Cinti es de 71 433 habitantes.
La población de la provincia de Nor Cinti ha aumentado alrededor de una quinta parte en las últimas dos décadas:
| Año  | Habitantes | Fuente |
| ---- | ---------- | ------ |
| 1992 | 65 866     | Censo  |
| 2001 | 69 512     | Censo  |
| 2012 | 76 477     | Censo  |
| 2024 | 71 433     | Censo  |

## Municipios
La provincia de Nor Cinti está compuesta de 4 municipios, los cuales son:
- Camargo
- San Lucas
- Incahuasi
- Villa Charcas[7]